# Ruckers

Cembalo von Andreas Ruckers d. Ä. im Museum für Kunst und Gewerbe, Hamburg (1635)

Die Ruckers (Varianten: Rückers, Rueckers) waren die bekanntesten flämischen Cembalobauer aus dem Antwerpen des 16. und 17. Jahrhunderts.

## Familienmitglieder
Hans Ruckers (* 1533/55; † 1598 in Mechelen) war der Begründer der Familiendynastie. Er ließ sich 1575 in Antwerpen nieder; in diesem Jahr heiratete er in der Kathedrale. 1579 erhielt er die Zulassung als Musikinstrumentenbauer durch die Sankt-Lukas-Gilde, die Antwerpener Zunft für Kunsthandwerker und Künstler.
Zwei seiner Söhne wurden gleichfalls Instrumentenbauer.

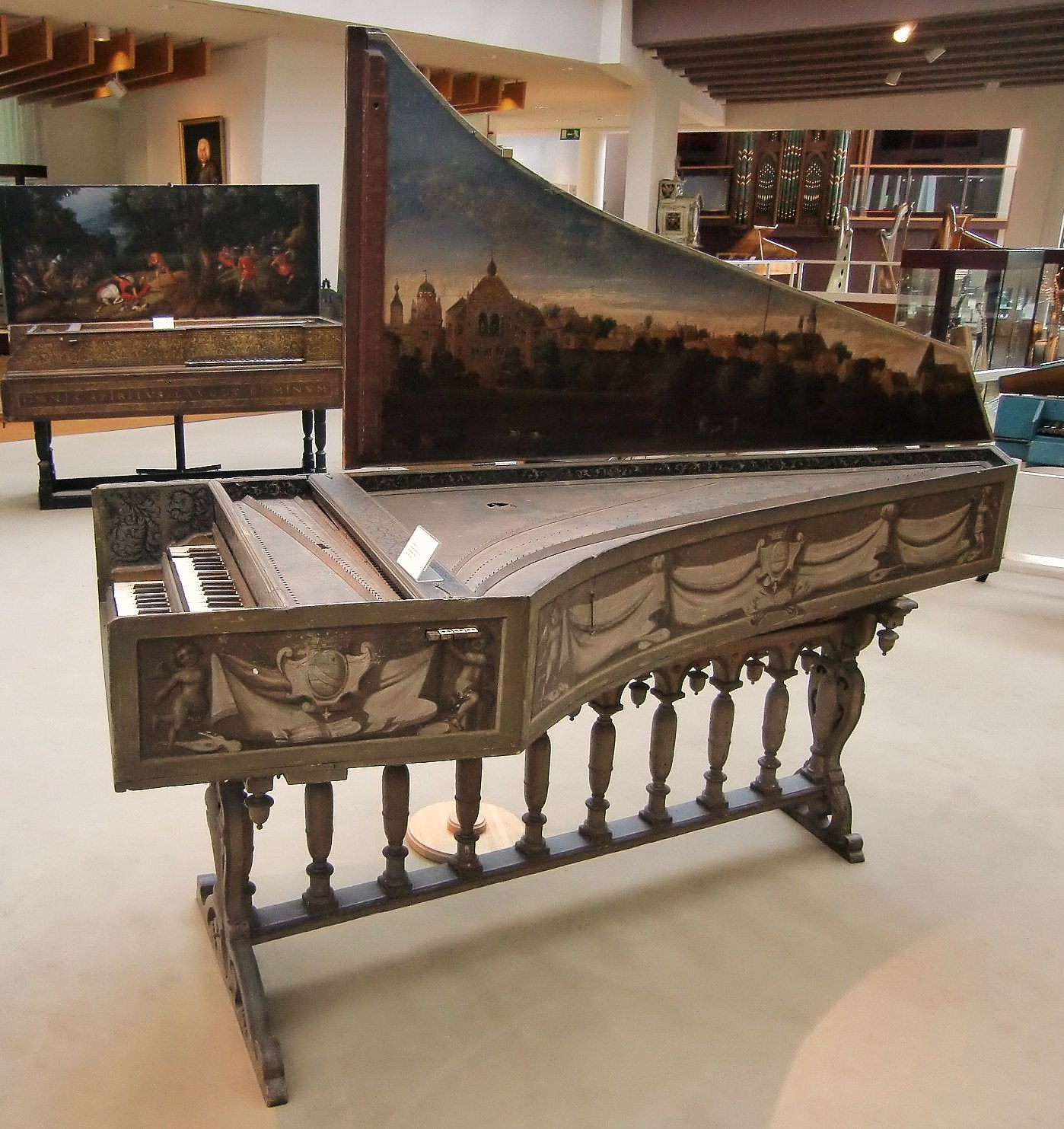
Cembalo von Andreas I. Ruckers um 1620 im Musikinstrumenten-Museum Berlin; im Hintergrund ein Instrument von Johannes Ruckers um 1628.

Johannes Ruckers (* 1578; † 1642) übernahm die Geschäfte nach dem Tode des Vaters; er erhielt die Zulassung der Zunft im Jahre 1611. In seinem Verantwortungsbereich lag der Unterhalt der Orgeln in mehreren Kirchen des Antwerpener Raumes.
Andreas I. Ruckers (* 1579; † nach 1645) arbeitete zuerst mit seinem Bruder und errichtete dann eine eigene Werkstatt in der Nachbarschaft.
Sein Sohn Andreas II. Ruckers (* 1607; † vor 1667) erhielt nach der Lehre beim Vater 1637 die Zulassung der Zunft. Er arbeitete höchstwahrscheinlich gemeinsam mit dem Vater und überlebte ihn nur um drei Jahre. Seine Schwester, Anna Catherina Ruckers (* 1615; † nach 1672), war die zweite Ehefrau (oo 1644) des niederländischen Stilllebenmalers Jan Davidsz. de Heem.
Johannes Couchet (* 1615; † 1655), Sohn von Catharina Ruckers, einer Tochter von Hans Ruckers, lernte und arbeitete in der Werkstatt seines Onkels Johannes bis zu dessen Tod im Jahre 1642. Im darauf folgenden Jahr 1643 nahm ihn die Zunft in ihre Reihen auf. Sein guter Ruf als Cembalobauer überstieg noch den der Ruckers. Er hatte mehrere Kinder, die ebenfalls in die Fußstapfen der Familie traten, in ihrer Handwerkskunst aber nicht mehr an die der Vorfahren heranreichten.

## Musikinstrumente

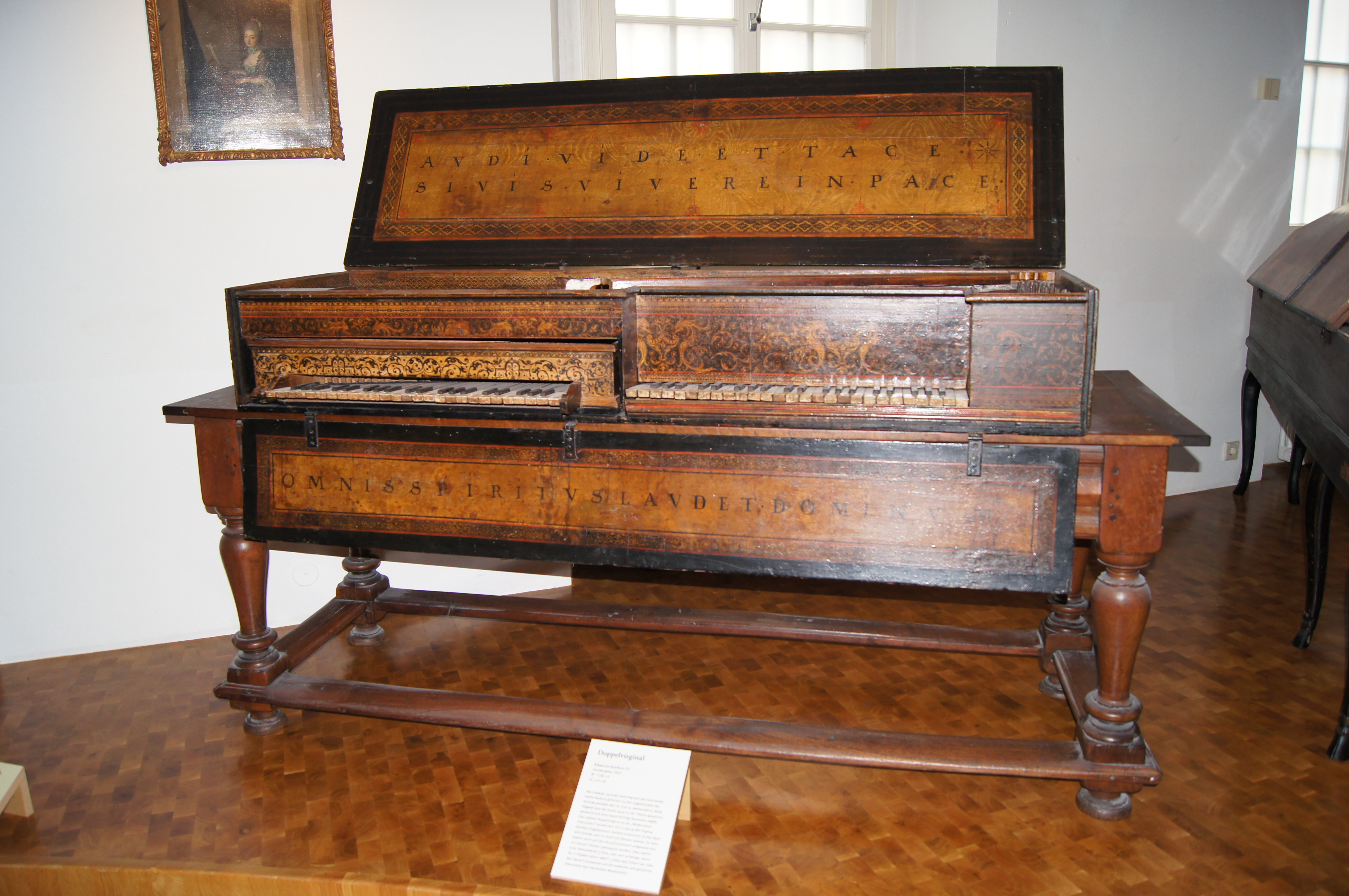
Doppelvirginal («Mutter und Kind») von Johannes Ruckers d. J., Antwerpen, 1623; Exponat im Haus der Musik, Landesmuseum Württemberg, Stuttgart

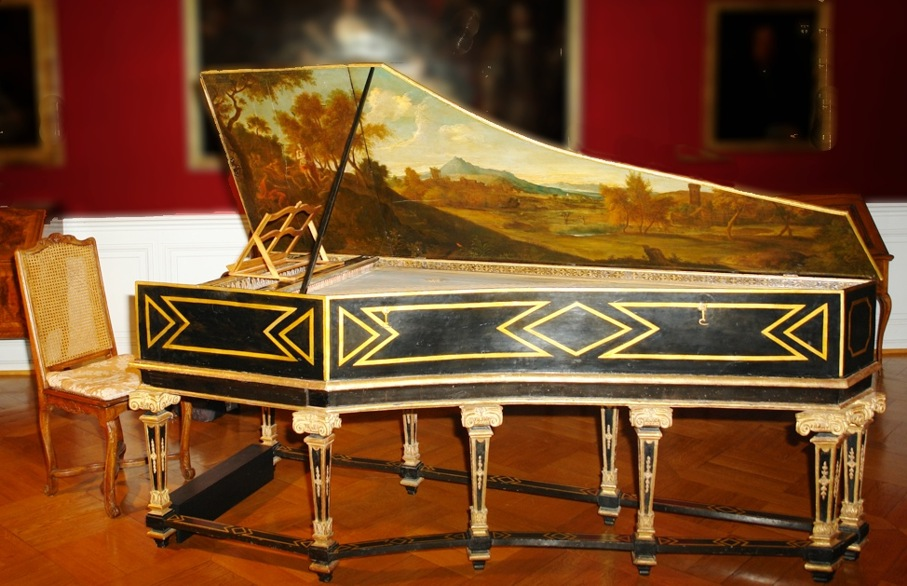
Ruckers-Cembalo aus dem Jahr 1624

Etwa 130 Instrumente aus der Periode zwischen 1580 und 1680 haben die Jahrhunderte überdauert. In ihrer großen Formenvielfalt und Qualität bilden sie das bemerkenswerteste und repräsentativste Beispiel der flämischen Schule. Unter ihnen befinden sich Spinette, Virginale, Muselaars sowie ein- und zweimanualige Cembali. Die seltensten Instrumente sind die als «Mutter und Kind» bezeichneten Cembali. Es handelt sich hierbei um zwei aufeinander gesetzte Instrumente, die gleichzeitig gespielt werden können.
Der bemerkenswerte Klang der Ruckers- und Couchet-Cembali machte sie zu den begehrtesten Instrumenten ihrer Zeit. Der Adel und die bekanntesten Künstler vor allem im niederländischen und französischen Raum des 17. und 18. Jahrhunderts waren die Besitzer dieser Instrumente.
Mehrere Ruckers-Instrumente sind von dem Tasteninstrumente-Sammler Andreas Beurmann in einem Bildband über seine Sammlung porträtiert. Einige der Instrumente sind im Hamburger Museum für Kunst und Gewerbe in der Sammlung Beurmann ausgestellt.
Cembali der Ruckers-Familienmitglieder zählten zu ihrer Zeit zu den Spitzenprodukten des Tasteninstrumentenbaus. Später galt dies für Hammerklaviere der Augsburger Familie Johann Andreas Stein, dann für englische Hammerflügel von Broadwood, dann für die französischen Hersteller Pleyel und Erard. Daher gehören Ruckers-Cembalos zu den Ikonen der historischen Musik-Aufführungspraxis und auch der Sammler.

## Sonstiges
Der Asteroid Ruckers ist nach dem Musikinstrumentenbauer Hans Ruckers benannt.